# Космос-2184
Космос-2184 је један од преко 2400 совјетских вјештачких сателита лансираних у оквиру програма Космос.
Космос-2184 је лансиран са космодрома Плесецк, Русија, 15. априла 1992. Ракета-носач Космос је поставила сателит у орбиту око планете Земље. Маса сателита при лансирању је износила 825 килограма. Космос-2184 је био војни навигациони сателит.